# Sancta Civitas
Sancta Civitas (The Holy City) è un oratorio di Ralph Vaughan Williams, scritto tra il 1923 e il 1925.

## Storia
Il lavoro fu eseguito in anteprima a Oxford nel maggio del 1926, durante lo sciopero generale del Regno Unito. Sebbene il suo titolo sia in latino, il libretto è interamente in inglese, basato su testi dell'Apocalisse. Il testo è tratto da diverse traduzioni, tra cui la Bibbia di Taverner. Verso la fine della vita, Vaughan Williams definì Sancta Civitas la preferita delle sue opere corali.

## Orchestrazione
Sancta Civitas è scritta per un'orchestra completa, con organo opzionale, nonché un coro misto, un semi-coro, un "coro lontano" di ragazzi (accompagnato da una tromba fuori dal palcoscenico), un baritono solista e un tenore solista.

## Struttura
Il lavoro dura circa 30 a 35 minuti. Sebbene Sancta Civitas si presenti nella partitura come un singolo brano continuo, nelle incisioni in genere è suddivisa in 10 sezioni come segue:
1. I was in the spirit (Lento)
2. And I saw Heaven opened (Allegro)
3. And I saw an angel standing in the sun (Meno mosso)
4. Babylon the great is fallen (Lento)
5. Rejoice over her O Heavens (Allegro moderato)
6. And I saw a new heaven (Adagio)
7. Therefore are they before the throne of God (Poco meno largo)
8. And I saw a pure river
9. Holy, Holy, Holy (Andante sostenuto)
10. Heaven and earth are full of Thy glory (Poco animato)

## Partitura vocale
La riduzione per pianoforte delle parti orchestrali utilizzate nella partitura vocale è stata preparata dal collega compositore Havergal Brian.

## Incisioni
Naxos Catalogue No. 8.572424: Bach Choir, Bournemouth Symphony Orchestra, Winchester Cathedral Choristers; direttore David Hill; Andrew Staples, Matthew Brook. Pubblicato il 29 marzo 29, 2010. c/w Dona nobis pacem